# Georg Wilhelm Offermann
Georg Wilhelm (William) Offermann (* 17. September 1819 in Berlin; † 29. Januar 1902 in Straßburg) war ein deutscher Jurist und war u. a. von 1880 bis 1895 einziger Präsident der Königlichen Eisenbahndirection zu Cöln rechtsrheinisch.

## Leben
Georg Wilhelm Offermann besuchte das Gymnasium in Liegnitz und studierte ab Ostern 1838 in Berlin und Heidelberg Rechtswissenschaften. Im August 1841 legte er die Erste juristische Prüfung ab. Als Auskultator kam er anschließend an das Landgericht Liegnitz. Nach der Zweiten juristischen Prüfung wurde er Referendar und am 7. August 1847 Regierungsassessor. Ab dem 18. Juli 1849 war er Hilfsarbeiter im Ministerium für Handel, Gewerbe und öffentliche Arbeiten in Berlin. In gleicher Position wechselte er am 1. Mai 1853 zur Königlichen Direktion der Ostbahn zu Bromberg. Bereits am 1. Oktober 1853 wurde er hier Mitglied. Er wurde zum Königlichen Eisenbahndirektor ernannt und am 1. Oktober 1857 Vorsitzender dieser Direktion. 1856 erhielt er den Roten Adlerorden 4. Klasse. Ab 1. Januar 1859 war er bis zu seinem Austritt aus dem Staatsdienst im Juli 1867 Vorsitzender der Eisenbahndirektion in Breslau.
1867 wurde durch den Rücktritt des Aufsichtsratsvorsitzenden, Regierungspräsident Heinrich von Wittgenstein, eine Stelle als Mitglied im Aufsichtsrat der Köln-Mindener Eisenbahn-Gesellschaft frei, welche Offermann in der Folge einnehmen konnte. Auf der Generalversammlung Ende Juni 1867 wurde er einstimmig gewählt. In dieser Position wurde ihm am 18. September 1871 der Charakter als Geheimer Regierungsrat verliehen. Mit der Verstaatlichung der Eisenbahn-Gesellschaft 1880 wurde die Königliche Eisenbahndirection zu Cöln rechtsrheinisch eingerichtet.
Mit der Einrichtung 1880 war er als Königlicher Eisenbahn-Direktions-Präsident mit dem Rang eines Rates zweiter Klasse bis 1895 Präsident der Königliche Eisenbahndirection zu Cöln rechtsrheinisch. Mit der Umgestaltung der Eisenbahnverwaltung 1895 unter Vereinigung der Königlichen Eisenbahndirection zu Cöln rechtsrheinisch mit der Königlichen Eisenbahndirection zu Cöln linksrheinisch zur Königlichen Eisenbahndirection Cöln trat Offermann in den Ruhestand.
Er starb 1902 während eines Aufenthalts in Straßburg, wohin er aufgrund einer Familienfeier gereist war.
Offermann war Mitglied des Vereins Deutscher Eisenbahnverwaltungen und ab der Einrichtung Vorsitzender des Bezirkseisenbahnrathes zu Köln.